# Borbély Jolán
Borbély Jolán (Hajdúszoboszló, 1928. május 21. – Budapest, 2018. március 21.) magyar etnográfus, pedagógus.

## Élete
Hajdúszoboszlón, paraszti környezetben született ikertestvérével. A négy elemi osztály elvégzése után 1938-tól Debrecenben a Református Dóczi Leánygimnáziumba került, ahol 1946-ban érettségizett. 1947-1956 között az ELTE BTK magyar-muzeológia-néprajz szakos hallgatója volt.
1955 óta a Népművelési Intézet néptánckutatójaként tánccsoportok, falusi együttesek, tanfolyamok vezetésével foglalkozott. 1956 után 14 évig tanított. 1972-től ismét a Magyar Művelődési Intézet főmunkatársa lett. A Népművészeti Egyesületek Szövetségének alelnökeként is tevékenykedett, illetve a Kresz Mária Alapítvány kuratóriumának elnöke is volt.
Kutatási területe a hazai délszláv népcsoport folklórja (Egy horvát tánctípus magyar kapcsolatai. Tánctud. Tan. 1961–1962.); (Lakócsa táncai. Sokszínű hagyományunkból. I, 1973) és egyéb magyarországi és erdélyi néptáncok és magyarországi cigánytáncok filmezése, fotózása a férjével, dr. Martin Györggyel folytatott gyűjtőutakon. Később fő kutatási és oktatási területe a magyar kézművesség néhány ága: szövés, hímzés, csipkeverés,stb.
Fia Éri Péter, a Muzsikás együttes tagja

## Művei
- Martin György: A mezőségi sűrű legényes; tánclejegyez. Lányi Ágoston, Martin György, kieg. Pálfy Gyula, sajtó alá rend. Borbély Jolán; Néművelési Intézet Néptáncosok Szakmai Háza, Bp., 1986
- Élő népművészet. X. Országos Népművészeti Kiállítás. Budapest, Néprajzi Múzeum, 1992. május 22–augusztus 30.; szerk. Borbély Jolán; Magyar Művelődési Intézet, Bp., 1993
- Élő népművészet. XI. Országos Népművészeti Kiállítás. Budapest, Néprajzi Múzeum, 1994. október 14–1995. január 9.; szerk. Borbély Jolán; Magyar Művelődési Intézet Népművészeti Osztálya, Bp., 1995

## Filmjei
- Mundruc, 1998 (szakértő), Tinka, 1999 (szakértő)

## Külső hivatkozások
- Csenged Népművészeti Egyesület